# Iwan Poddubny
Iwan Maksimowicz Poddubny (ur. 6 października?/18 października 1871 w Kraseniwce, zm. 8 sierpnia 1949 w Jejsku) – rosyjski zapaśnik i artysta cyrkowy. W ciągu swojej ponad czterdziestoletniej kariery stał się w Rosji kultową postacią; został odznaczony różnymi radzieckimi wyróżnieniami oraz czterokrotnie zdobył puchar świata w zapasach. W roku 2014 nakręcono o nim film dokumentalny Żelazny Iwan, z Michaiłem Porieczenkowem w roli tytułowej.

## Życiorys
Urodził się 18 października 1871 we wsi Kraseniwce w guberni połtawskiej w Imperium Rosyjskim (tereny dzisiejszej Ukrainy). Jego rodzina wywodziła się z kozaków zaporoskich i była uboga. Jak twierdził sam Poddubny, wysoki wzrost oraz wyjątkowe siła fizyczna i wytrzymałość były normą w jego rodzinie, a jedyną znaną mu osobą silniejszą od niego miał być jego ojciec, Maksim Iwanowicz Poddubny. Jako dziecko Iwan śpiewał w chórze kościelnym i pomagał rodzicom w codziennych pracach fizycznych, jak przenoszenie stogów siana i oranie ziemi. W wieku 12 lat pracował jako najemny pracownik farmy.

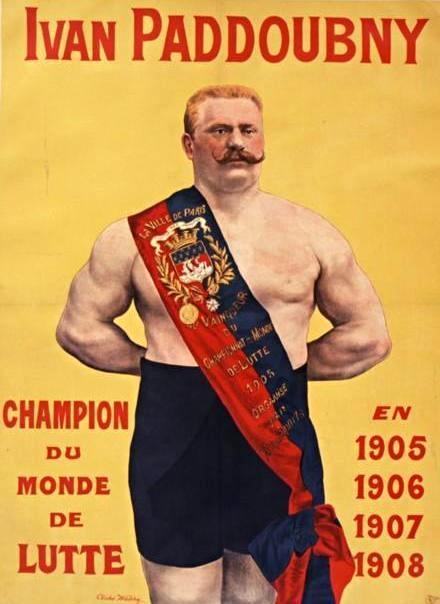
Francuski plakat z Iwanem Poddubnym z 1909

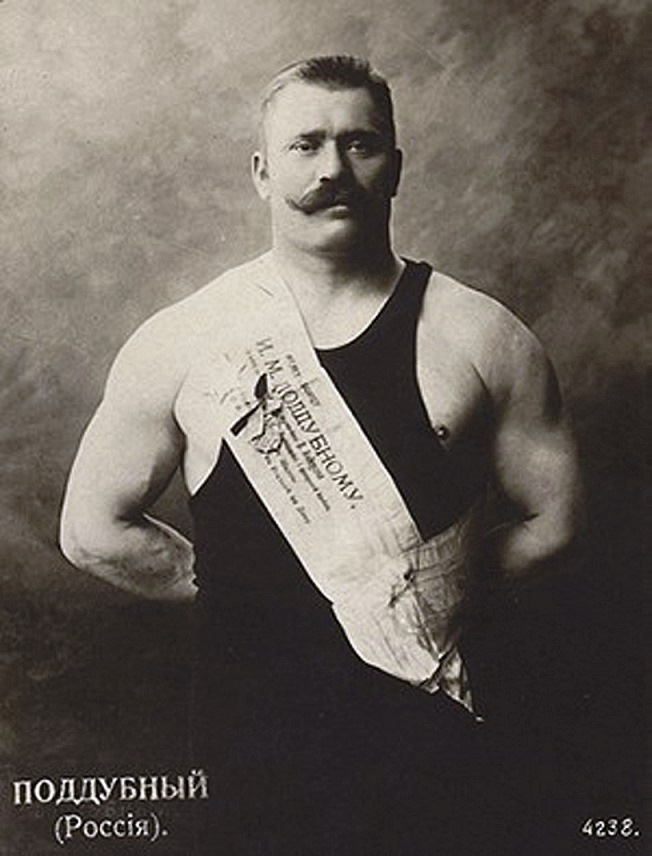
Iwan Poddubny w stroju zapaśniczym

W wieku 17 lat opuścił swoją rodzinną wioskę w poszukiwaniu lepszego życia. W latach od 1893 do 1896 pracował jako tragarz portowy w Sewastopolu i Teodozji, a od 1896 do 1897 był komiwojażerem w firmie Livas. W wolnym czasie chętnie uczęszczał na przedstawienia cyrku Beskaraweni, który znajdował się w Teodozji. Pewnego dnia poprosił o pozwolenie na wzięcie udziału w organizowanych przez cyrk zapasach. W 1896 w cyrku tym pokonał słynnych wówczas zapaśników, Luricha, Borodanowa, Razumowa i Pappiego. Jest to uznawane za początek jego kariery. Od 1897 występował w cyrkach jako siłacz, uprawiając pokazowo podnoszenie ciężarów oraz wrestling. Ważył wówczas 130 kilogramów i był wegetarianinem. Podróżował i występował w Rosji i za granicą; odwiedził 50 miast w czternastu państwach. Przez kilka lat występował w cyrku Truzzi w Odessie.
W 1903 brał udział w turnieju o mistrzostwo świata w Paryżu i przegrał tylko z Raulem Bouchetem, który miał oszukiwać, smarując swoje ciało przed walką śliskim olejkiem. Po ujawnieniu tego Bouchet miał próbować przekupić, a nawet otruć, okaleczyć lub zabić Poddubnego. W 1904, gdy organizatorzy zrozumieli, że Poddubny nigdy się nie podda, zmniejszyli główną nagrodę pieniężną w turnieju o 1/3. Poddubny pokonał byłego mistrza Paula Ponsa, a następnie w finale Raula Boucheta. Zaraz po wygranej domagał się pieniędzy do ręki i powiedział Nie pójdę na zaplecze, bo mnie tam zabiją. Wielokrotnie wygrywał Puchar Świata w zapasach w stylu klasycznym, między innymi w Paryżu w 1905, 1906, 1907 i 1908.
W 1910 postanowił zawiesić swoją karierę i wrócić do rodzinnej wsi. Ożenił się, kupił kilka akrów ziemi i zbudował dom oraz parę młynów. Jego przedsiębiorstwo zbankrutowało, w związku z czym w 1913 wrócił do kariery wrestlerskiej.
W maju 1915 pokonał mistrza Aleksandra Garkawienkę (zwanego Czarną Maską), a dwa dni później w Jekaterynosławiu innego mistrza, Iwana Zaikina.
W czasie wojny domowej w Rosji pracował w cyrkach w Żytomierzu i Kerczu. Uniknął wielu prób zabójstwa z rąk anarchistów. W 1920 został aresztowany przez radziecką policję polityczną Czeka i skazany na rozstrzelanie, ale ostatecznie go wypuszczono.
W 1922 dołączył do Cyrku Moskiewskiego. Podróżował z nim po Europie i Stanach Zjednoczonych. Od 1923 do 1924 pracował w Rosyjskim Cyrku Państwowym, a następnie przez trzy lata podróżował po Niemczech i Stanach Zjednoczonych. Posługiwał się tam pseudonimem ringowym Ivan the Terrible, co jest przetłumaczonym na język angielski imieniem cara Iwana IV Groźnego. Był też nazywany mistrzem mistrzów i rosyjskim Herkulesem.
23 lutego 1926 telegrafy na całym świecie przekazały informację, że w Nowym Jorku Iwan Poddubny pokonał najlepszych zapaśników Nowego Świata i został mistrzem Ameryki. Do tego czasu sześciokrotnie zdobył mistrzostwo świata. W 1927, w wieku 56 lat, w Archangielsku pokonał znanego wówczas atletę z Wołogdy, Michaiła Kulikowa.
W listopadzie 1939 został odznaczony Orderem Czerwonego Sztandaru Pracy, za wyjątkowe osiągnięcia w rozwoju radzieckiego sportu, oraz tytułem Zasłużonego Artysty RFSRR. 
Przeszedł na emeryturę w 1941, w wieku siedemdziesięciu lat. W czasie II wojny światowej przebywał w okupowanym przez III Rzeszę mieście Jejsk, gdzie pracował jako ochroniarz w klubie bilardowym. Odmówił wtedy przeprowadzenia się do Niemiec w celu szkolenia tamtejszych sportowców, mówiąc, że jest rosyjskim zapaśnikiem i takim pozostanie. Ostatnie lata życia spędził w skrajnej biedzie. Żeby nie głodować, sprzedał swoje nagrody. 
W 1945 został uhonorowany tytułem Zasłużonego Mistrza Sportu ZSRR.
Zmarł na zawał mięśnia sercowego. Został pochowany w jejskim parku, później nazwanym jego imieniem. Został w nim ustawiony pomnik Poddubnego. W pobliżu znajduje się też muzeum jego pamięci i szkoła sportowa jego imienia. Na jego grobie umieszczono napis Tu leży rosyjski bohater.

## Radzieckie ordery i odznaczenia
- Order Czerwonego Sztandaru Pracy (1939)
- Zasłużony Artysta Federacji Rosyjskiej (1939)
- Zasłużony Mistrz Sportu ZSRR (1945)